# 鍾震陽
鍾震陽，字百里，號玄洲，直隸寧國府宣城縣民籍。

## 生平
少孤貧，寄食于舅氏鄭世德。性好古學，不屑經生家言。年及艾，猶困童子試。積歲館榖，盡購書籍，寢食其中，不稍倦。崇禎三年（1630年）庚午領鄉薦，四年辛未登進士，知浙江山陰縣，築塘捍海，民便之，祠于海壖，部民碑焉。七年降職為山東按察司照磨，八年升蘭陽縣知縣，丁丑考察去職。著有《偶居集》行世。子鍾無瑕，詳宦業。

## 引用
1. ↑  《崇祯四年辛未科三百五十名进士履历》：鍾震陽，玄洲，易五房，甲午六月二十四日生。宣城縣人，庚午三十九，會二百八十二，三甲八十九名。工部政，授山陰知縣，甲戌降山東按察司照磨，乙亥升蘭陽县，丁丑考察降。曾祖涍。祖懋洪。父一道。
2. ↑  《崇禎辛未科進士履歴》
3. ↑  《宣城县志》

| 官衔          | 官衔                              | 官衔          |
| ------------- | --------------------------------- | ------------- |
| 前任： 史纘烈 | 明朝浙江山陰縣知縣 1631年－1634年 | 繼任： 謝鼎新 |
| 前任： 張弘道 | 明朝蘭陽縣知縣 1635年－1637年     | 繼任： 姚思虞 |